# Stanowisko (w oborze)
Stanowisko – wydzielona część pomieszczenia w budynku inwentarskim, odgrodzona ściankami działowymi, otwarta od strony korytarza. 
Zwykle składa się z części legowiskowej i gnojowej. W oborze rozróżnia się cztery typy stanowisk: 
- długie, stosowane obecnie wyłącznie jako porodowe lub zabiegowe; długi łańcuch uwięziowy umożliwia krowie znaczną swobodę ruchów i zajmowanie dowolnej pozycji w czasie spoczynku; legowisko nie jest oddzielone od płyty gnojowej, a jedynie tylna jego część ma większy spad w kierunku rowka ściekowego, dlatego też utrzymanie czystości wymaga tu większych nakładów pracy (częste usuwanie odchodów, obfite ścielenie itp.) oraz ręcznej obsługi,

- średnie, z wydzielonym legowiskiem przez obniżenie części gnojowej; długość łańcucha uwięziowego umożliwia krowie swobodne leżenie i stanie przed żłobem oraz pobieranie paszy; konstrukcja drabiny paszowej pozwala zwykle na zamykanie dostępu do żłobu w okresie między odpasami, dzięki czemu krowa może zanieczyszczać wówczas tylko płytę gnojową, a legowisko pozostaje suche i czyste,

- krótkie, odznaczające się niewielką długością legowiska, krótką uwięzią i niskim żłobem; elementy te są tak dostosowane do wielkości krowy, aby stale miała łeb nad żłobem; uzyskuje się to głównie dzięki specjalnemu wiązaniu, ograniczającemu ruchy zwierzęcia w kierunku prostopadłym do żłobu; uwięź i właściwie dobrana długość legowiska powodują, że odchody gromadzą się wyłącznie na płycie gnojowej, skąd usuwanie ich może być w znacznej mierze zmechanizowane,

- kombinowane, u których legowisko w tylnej części jest przedłużone rusztem zawieszonym nad płytą gnojową, szerokości około 30 cm; długość legowiska można dostosować do wielkości krowy przez zakładanie na ruszt drewnianych łat wyrównujących powierzchnię, na której opierają się tylne nogi zwierzęcia. Długość stanowiska ma wpływ na utrzymanie czystości krów oraz na wygodę ich odpoczynku, toteż zawsze musi być dostosowana do ich indywidualnej wielkości. Dobór odpowiednich rozwiązań stanowiska, ciągu paszowego i korytarzy gnojowych ma decydujący wpływ na szerokość obory.